# Lambert-Eaton-Myasthenie-Syndrom
Das Lambert-Eaton-Myasthenie-Syndrom (LEMS), auch Lambert-Eaton-Syndrom (LES), Lambert-Eaton-Rooke-Syndrom,  Pseudomyasthenie oder pseudomyasthenisches Syndrom, ist eine seltene neuromuskuläre Erkrankung, deren charakteristisches Kennzeichen eine körpernah betonte Muskelschwäche ist. Bei Willkürbewegungen wird erst nach einigen Sekunden eine maximale Kraftentwicklung erreicht, welche dann bei fortgeschrittener Kraftanstrengung in eine Ermüdung der betreffenden Muskulatur mündet.
Ursächlich ist eine gestörte Signalübertragung zwischen Nerv und Muskel mit einem präsynaptischen Defekt. Die Erkrankung gehört zu den  Autoimmunkrankheiten. Es werden Antikörper gegen die präsynaptischen Calciumkanäle gebildet. Dadurch wird die Neurotransmitter-Ausschüttung behindert, was die Überleitung von Nervensignalen auf die Muskelzellen stört.
Benannt wurde das Syndrom nach den amerikanischen Ärzten Lealdes McKendree Eaton, Edward Howard Lambert und Edward Douglas Rooke. Sie waren die Ersten, die 1956 nach Diagnostik und elektrophysiologischen Untersuchungen von dieser Krankheit umfassend berichteten.
Das LEMS zählt zusammen mit der Myasthenia gravis und dem kongenitalen myasthenen Syndrom zu den myasthenen Syndromen.

## Entstehung
Die B-Lymphozyten des betroffenen Menschen bilden Antikörper gegen die präsynaptischen Calciumkanäle an den neuromuskulären Endplatten, der Schaltstelle zwischen Nerv und Muskel. Die Antikörper sind gegen spannungsabhängige Calciumkanäle des P/Q-Typs gerichtet. Hierdurch wird die Ausschüttung von Acetylcholin behindert und Nervreize lediglich geschwächt vom Nerv auf die Muskelzelle übertragen; der Muskel reagiert träge. Hält der Nervreiz längere Zeit an, sammelt sich Acetylcholin im synaptischen Spalt an und die Muskelkraft nimmt bis zum gewohnten Maß zu (Lambert-Zeichen).
Bei etwa 60 % der Menschen mit LEMS findet sich ein bösartiger Tumor, häufig ein kleinzelliges Bronchialkarzinom (SCLC), gelegentlich auch ein Prostatakrebs, ein Thymom oder eine lymphoproliferative Erkrankung, z. B. ein Lymphom. Zwar ist der molekulare Mechanismus an der neuromuskulären Synapse exakt aufgeklärt, hingegen ist der Auslöser des LEMS bis heute nicht bekannt. Das LEMS gehört zu den paraneoplastischen Syndromen und kann schon in einem frühen Stadium auftreten, bevor der Tumor bekannt ist. Damit kann das Lambert-Eaton-Syndrom einen ersten Hinweis auf das Bestehen eines Lungentumors geben und die betroffenen Menschen müssen entsprechend untersucht werden.
Bei etwa 40 % der Patienten findet sich kein bösartiger Tumor. Diese idiopathische Form ist besonders bei Patienten unter 30 Jahren häufig und oft mit anderen Autoimmunerkrankungen, besonders dem Systemischen Lupus erythematodes assoziiert.

## Inzidenz
Die Inzidenz beträgt 3,4 pro eine Million Menschen. Männer sind zwei- bis fünfmal so häufig betroffen wie Frauen. Da gegenwärtig Frauen zunehmend häufiger an Lungenkrebs erkranken, steigt auch der Frauenanteil beim LEMS.

## Symptome
Typisch ist eine proximale (körpernahe) Muskelschwäche der Extremitäten, meist beinbetont. Besonders oft ist der Oberschenkel mit Hüfte und Knie betroffen, was sich vor allem beim Treppensteigen äußert. Daneben ist auch die Rumpfmuskulatur betroffen.
Andere Ursachen einer proximal betonten Muskelschwäche sind die Myasthenia gravis und eine idiopathische entzündliche Myopathie (wie Polymyositis, Dermatomyositis oder Einschlusskörpermyositis), die mit 150 bzw. 100–200 Fällen pro eine Million wesentlich häufiger vorkommen. Die Diagnosestellung ist oft schwierig und bis zu 21 % der Patienten erhalten zunächst eine Fehldiagnose.
Neben der proximal betonten Muskelschwäche ist wegweisend, dass keine sensiblen Störungen vorliegen. Ebenso fehlen die für die Myasthenia gravis typischen Lähmungen der Augenmuskeln, eine Lähmung der Lider (Ptosis) ist selten.
Hingegen treten oft Mundtrockenheit, Kopfschmerzen und kognitive Störungen auf als Hinweis auf eine Beteiligung des vegetativen Nervensystems (in mehr als 90 %) und des Zentralnervensystems.
Weitere Symptome können sein:
- Obstipation[4]
- Impotenz[5]
- Schluck- und Sprechschwierigkeiten (Dysarthrie)
- Akkommodationsstörungen (verschwommenes Sehen)
- Blasenentleerungsstörungen
- Ptosis (herabhängende Augenlider)
- Hypohidrosis (vermindertes Schwitzen)
- Hyporeflexie (abgeschwächte Muskeleigenreflexe)
- Blutdruckveränderungen

## Diagnose
Besteht durch die beschriebene Symptomatik der Verdacht auf ein LEMS, erfolgt eine neurophysiologische Prüfung. Dabei sind als Hinweis auf die Muskelschwäche die motorischen Summenaktionspotentiale vermindert, auch in klinisch nicht betroffenen Muskeln. Bei einer Hochfrequenz-Stimulation der peripheren Nerven oder einer Stimulation nach einer starken muskulären Belastung nimmt die Kraft vorübergehend deutlich zu (Lambert-Zeichen), während bei der Myasthenia gravis eine Fluktuation und eine zunehmend geringere Muskelkraft (Ermüdbarkeit) beobachtet werden kann. Die Genauigkeit und Treffsicherheit der neurophysiologischen Tests sind jedoch von der Erfahrung des Untersuchers abhängig.
Ebenfalls kann ein Tensilontest durchgeführt werden. Dieser kann positiv sein, sprich die Maximalkraft ist nach Tensilongabe höher als vorher, wie dies auch bei der Myasthenia gravis der Fall ist.
Zudem können Labortests den Verdacht auf ein LEMS erhärten: Bei rund 85 % der Betroffenen können die verursachenden Antikörper gegen spannungsabhängige Calciumkanäle (VGCC = voltage gated calcium channel) vom P/Q-Typ nachgewiesen werden.
Bei Bestätigung eines LEMS empfiehlt die European Federation of Neurological Societies, wenn kein bösartiger Tumor bekannt ist, eine Computertomographie (CT) des Thorax durchzuführen, und sollte diese negativ sein, anschließend eine Positronen-Emissions-Tomographie (PET) oder eine PET-CT durchzuführen. 96 % aller bösartigen Tumoren werden im ersten Jahr nach Diagnosestellung des LEMS gefunden.

## Therapie
Hat ein Mensch das Lambert-Eaton-Syndrom im Sinne eines paraneoplastischen Syndroms, wird primär die zugrunde liegende Krebserkrankung therapiert. Dadurch können sich die Symptome des LEMS oft deutlich bessern. Bei persistierender Muskelschwäche können auch Pyridostigmin, intravenöses Immunglobulin oder 3,4-Diaminopyridin (Amifampridin) eingesetzt werden, jedoch ist die Wirksamkeit dieser Mittel in Studien unzureichend belegt.
Bei idiopathischen Formen kann eine Immunsuppression mittels Glukokortikoiden, Azathioprin oder Immunglobulinen die Produktion von Autoantikörpern verringern, was zu einer Besserung der Symptomatik führt. 
Eine symptomatische Therapie kann mit dem Kalium-Kanalblocker Amifampridin angegangen werden. Diese Substanz steigert durch Blockade des Kaliumausstroms (iK+) den Calciumeinstrom (iCa++) und kontert auf diese Weise den Effekt der Antikörper; es resultiert ein erhöhter Acetylcholinausstrom, die Erregungsleitung und somit die Muskelkraft wird verbessert.
Zusätzlich kann auch eine Plasmapherese die Antikörperkonzentration verringern und so die Symptome bessern.